# J. 에번 보니펀트
J. 에번 보니펀트(J. Evan Bonifant, 1985년 8월 19일 ~ )는 미국의 배우이다.
버지니아비치에서 태어났다.

## 출연 작품

### 영화
- Dottie Gets Spanked (1993) - 스티븐 게일 역 (단편)
- 닌자 키드 2 - 돌아온 닌자 키드 (1994)
- 브레이크아웃 (1998, Breakout) - 조 해들리 역
- 블루스 브라더스 2000 (1998)

### 텔레비전
- 원 라이프 투 리브 (1991-92)
- 킹 오브 더 힐 (1998-99) - 목소리
- 우리가족 마법사 (2008)